# サン＝フェリペ号事件
サン＝フェリペ号事件（サン＝フェリペごうじけん）は、文禄5年（1596年）に起こった日本の土佐国でのスペインのガレオン船、サン＝フェリペ号が漂着、その乗組員の発言が大問題となった事件。豊臣秀吉の唯一のキリスト教徒への直接的迫害である日本二十六聖人殉教のきっかけとなったとされる。サン・フェリペ号事件と表記されることもある。

## 資料
本事件について記した日本側資料は多いが、一次資料としては『長宗我部元親記』（1632年）、『土佐物語』、『甫庵太閤記』、『天正事録』などがあげられる。
スペイン側の資料については、サン＝フェリペ号船長マティアス・デ・ランデーチョの当初の航海日誌は日本で没収されたため現存しないが、後にランデーチョが『サン=フェリペ号遭難報告書』を記し、現在、セビリアのインディアス古文書館に残されている。ほか、フィリピン総督府記録はじめ、宣教師による記録など、多数存在する。

## 経緯

### 背景
1586年の評議会メモリアルは、日本人によるフィリピン侵略の恐れについて書かれた最古の資料である。これによると、当時マニラでは日本人の倭寇が単なる略奪以上の野心を持っているかもしれないと推測されており「彼らはほとんど毎年来航しルソンを植民地にするつもりだと言われている」と警鐘を鳴らした。
天正15年（1587年）に天台宗の元僧侶であった施薬院全宗の献策を受けて豊臣秀吉が発したバテレン追放令はキリスト教の布教の禁止のみであり、南蛮貿易の実利を重視した秀吉の政策上からもあくまで限定的なものであった。これにより“黙認”という形ではあったが宣教師たちは日本で活動を続けることができた。また、この時に禁止されたのは布教活動であり、キリスト教の信仰は禁止されなかったため、各地のキリシタンも公に迫害されたり、その信仰を制限されたりすることはなかった。
バテレン追放令を命じた当の秀吉は、イエズス会宣教師を通訳やポルトガル商人との貿易の仲介役として重用していた。1590年、ガスパール・コエリョと対照的に秀吉の信任を得られたアレッサンドロ・ヴァリニャーノは2度目の来日を許されたが、秀吉が自らの追放令に反してロザリオとポルトガル服を着用し、聚楽第の黄金のホールでぶらついていたと記述している。
1591年、原田孫七郎はフィリピンの守りが手薄で征服が容易と上奏、入貢と降伏を勧告する秀吉からの国書を1592年5月31日にフィリピン総督に渡した。1593年には原田喜右衛門がフィリピンの征服を秀吉に要請、同4月22日にはフィリピン総督が服従せねば征伐するとの国書を渡したが、スペイン側は事前に船に同乗していた明人を詰問して、日本国王が九鬼嘉隆にフィリピン諸島の占領を任せたが、台湾の占領も別の人物に任せたから、当地の遠征はその次である等の情報を得ていた。宣戦布告にも近い軍事的脅迫を含む敵対的な最後通牒によって、スペインと日本の外交関係は緊迫し、スペイン人の対日感情も悪化の一途を辿った。
秀吉の朝貢要求に対し、フィリピン総督ゴメス・ペレス・ダスマリニャスは1592年5月1日付で返事を出し、ドミニコ会の修道士フアン・コボが秀吉に届けた。コボはアントニオ・ロペスという中国人キリスト教徒とともに日本に来たが、コボとロペスは、朝鮮侵略のために九州に建てられた名護屋城で秀吉に面会した。原田喜右衛門はその後、マニラへの第二次日本使節団を個人的に担当することになり、アントニオ・ロペスは原田の船で無事にマニラに到着した。
1593年6月1日、ロペスは日本で見たこと行ったことについて宣誓の上で綿密な質問を受けたが、そのほとんどは日本がフィリピンを攻撃する計画について知っているかということに関するものであった。ロペスはまず秀吉が原田喜右衛門に征服を任せたと聞いたと述べた。ロペスは日本側の侵略の動機についても答えた。
ロペスはまた日本人にフィリピンの軍事力について尋問されたとも述べている。アントニオ・ロペスはフィリピンには4、5千人のスペイン人がいると答えたのを聞いて、日本人は嘲笑った。彼らはこれらの島々の防衛は冗談であり、100人の日本人は2、300人のスペイン人と同じ価値があると言ったという。ロペスの会った誰もが、フィリピンが征服された暁には原田喜右衛門が総督になると考えていた。
その後、侵略軍の規模についてロペスは長谷川宗仁の指揮で10万人が送られると聞いたが、ロペスがフィリピンには5、6千人の兵士しかおらず、そのうちマニラの警備は3、4千人以上だと言うと、日本人は1万人で十分と言った。さらにロペスに10隻の大型船で輸送する兵士は5、6千人以下と決定したことを告げた。ロペスは最後に侵攻経路について侵略軍は琉球諸島を経由してやってくるだろうといった。
文禄2年（1593年）、フィリピン総督の使節としてフランシスコ会宣教師のペドロ・バプチスタが来日し、肥前国名護屋で豊臣秀吉に謁見。豊臣秀次の配慮で前田玄以に命じて京都の南蛮寺の跡地に修道院が建設されることになった。翌年にはマニラから新たに3名の宣教師が来て、京阪地方での布教活動を活発化させ、信徒を1万人増やした。前田秀以（玄以の子）や織田秀信、寺沢広高ら大名クラスもこの頃に洗礼を受けた。
文禄4年（1595年）7月15日には秀次切腹と幼児も含めた一族39人の公開斬首が行われ、文禄・慶長の役では朝鮮、明への侵略、征服計画が頓挫し和平交渉も難航、文禄5年/慶長元年1596年7月12日には慶長伏見地震で秀吉の居城である伏見城が倒壊（女﨟73名、中居500名が死亡）、同9月2日には明・朝鮮との講和交渉が決裂、仏教や神道の在来宗教勢力も京都に進出していたキリスト教フランシスコ会に警戒感を強める情勢にあった。サン=フェリペ号事件はそのような状況下で起こった。

### 土佐へ漂着まで
1596年7月、フィリピンのマニラを出航したスペインのガレオン船サン＝フェリペ号がメキシコを目指して太平洋横断の途についた。ガレオン船には100万ペソの財宝が積み込まれていた。同船の船長はマティアス・デ・ランデーチョであり、船員以外に当時の航海の通例として七名の司祭（フランシスコ会員フェリペ・デ・ヘスースとファン・ポーブレ、四名のアウグスティノ会員、一名のドミニコ会員）が乗り組んでいた。サン=フェリペ号は東シナ海で複数の台風に襲われて甚大な被害を受け、船員たちはメインマストを切り倒し、400個の積荷を海に放棄することでなんとか難局を乗り越えようとした。しかし、船はあまりに損傷がひどく、船員たちも満身創痍であったため、日本に流れ着くことだけが唯一の希望であった。
1596年8月28日（同年10月19日）、船は四国土佐沖に漂着し、知らせを聞いた長宗我部元親の指示で船は浦戸湾内へ強引に曳航され、湾内の砂州に座礁してしまった。大量の船荷が流出し、船員たちは長浜（現高知市長浜）の町に留め置かれることになった。
長宗我部元親は投棄されず船に残っていた60万ペソ分の積荷を没収した。長宗我部元親は、日本で座礁、難破した船は、積荷とともにその土地へ所有権が移るのが日本の海事法であり、通常の手続きだと主張したが、南蛮貿易とそれに伴う富が四国に届くことはほとんどなかったことも判断に影響したとされる。
スペイン人乗組員が抗議すると、元親は、秀吉の奉行のうち、個人的な友人である増田長盛に訴えるよう言い渡した。船長であるマティアス・デ・ランデーチョはこれをうけて、2人の部下を京に派遣し、フランシスコ会の修道士と落ち合うように指示した。

### 豊臣政権の対応と国際情勢
一同で協議の上、船の修繕許可と身柄の保全を求める使者に贈り物を持たせて秀吉の元に差し向け、船長のランデーチョは長浜に待機した。しかし使者は秀吉に会うことを許されず、代わりに奉行の1人で長宗我部元親の友人である増田長盛が浦戸に派遣されることになった。
増田長盛はこの状況を利用して利益を得られると考え、秀吉にこの積荷を接収することを助言した。土佐に着いた増田長盛はスペイン人に賄賂を要求したが断られたため、サンフェリペ号の貨物を100隻の和船に積んで京都に送る作業を始めた。
それに先立って使者の1人ファン・ポーブレが一同のもとに戻り、積荷が没収されること、自分たちは勾留され果ては処刑される可能性があることを伝えた。先に秀吉はスペイン人の総督に「日本では遭難者を救助する」と通告していたため、まるで反対の対応に船員一同は驚愕した。
増田らは、白人船員と同伴の黒人奴隷との区別なく名簿を作成し、積荷の一覧を作りすべてに太閤の印を押し、船員たちを町内に留め置かせ、所持品をすべて提出するよう命じた。さらに増田らは「スペイン人たちは海賊であり、ペルー、メキシコ（ノビスパニア）、フィリピンを武力制圧したように日本でもそれを行うため、測量に来たに違いない。このことは都にいる3名のポルトガル人ほか数名に聞いた」という秀吉の書状を告げた。このとき、水先案内人（航海長）であったデ・オランディアは憤って長盛に世界地図を示し、スペインは広大な領土をもつ国であり、日本がどれだけ小さい国であるかを語った。
これに対して増田は「何故スペインがかくも広大な領土を持つにいたったか」と問うたところ、デ・オランディア（またはスペイン人船員）は次のような発言を行った。「スペイン国王は宣教師を世界中に派遣し、布教とともに征服を事業としている。それはまず、その土地の民を教化し、而して後その信徒を内応せしめ、兵力をもってこれを併呑するにあり」。これにより秀吉はキリスト教の大規模な弾圧に踏み切ったとされる。この経緯はスペイン商人ベルナルディーノ・デ・アビラ・ヒロンが書いた『日本王国記』に、イエズス会士モレホンが注釈をつけたものであり、似たようなやり取りはあったものと見られている。この応答については、直接目撃した証言や文書も残っていないため、史実であったかについて定まった評価はない。
水先案内人（航海長）をしていたデ・オランディアの大言壮語とは対照的に、スペイン国王フェリペ2世は1586年には領土の急激な拡大によっておきた慢性的な兵の不足、莫大な負債等によって新たな領土の拡大に否定的になっており、領土防衛策に早くから舵を切っていた。
サン＝フェリペ号事件当時、秀吉による明と朝鮮の征服の試みが頓挫し、朝鮮・明との講和交渉が暗礁に乗る緊迫した国際情勢ではあったが、それ以前の1591年に原田孫七郎はフィリピンの守りが手薄で征服が容易と上奏、入貢と服従を勧告する秀吉からの国書を1592年5月31日にフィリピン総督に渡し、1593年には原田喜右衛門もフィリピン征服、軍事的占領を働きかけ、秀吉はフィリピン総督が服従せねば征伐すると宣戦布告ともとれる意思表明をしており、豊臣政権はアジアにおけるスペインの脆弱な戦力を正確に把握していた。豊臣政権がフランシスコ会への態度を硬化させた原因は諸説提案されており、デ・オランディア（またはスペイン人船員）の口から出任せの発言を高度な情報分析能力のあった奉行とその報告を受けた秀吉が真に受けたかについての結論は出ていない。

### 処遇と影響
長盛は都に戻り、このことが秀吉に報告された。直後の同年12月8日に天正に続く禁教令が再び出され、京都や大坂にいたフランシスコ会のペトロ・バウチスタなど宣教師3人と修道士3人、および日本人信徒20人が捕らえられ、彼らは長崎に送られて慶長元年12月19日（1597年2月5日）処刑された（日本二十六聖人）。
ランデーチョは、修繕のための船普請を早期に開始するよう秀吉に直接会って抗議しようと決めた。長宗我部元親は12月にランデーチョらが都に上ることを許可した。しかし交渉の仲介を頼もうとしたフランシスコ会は捕縛された後であったため、船員たち自身で抗議を重ね、秀吉の許可によりサン＝フェリペ号の修繕は開始された。一同は1597年4月に浦戸を出航し、5月にマニラに到着した。マニラではスペイン政府によって本事件の詳細な調査が行われ、船長のランデーチョらは証人として喚問された。その後、1597年9月にスペイン使節としてマニラからドン・ルイス・ナバレテらが秀吉の元へ送られ、サン=フェリペ号の積荷の返還と二十六聖人殉教での宣教師らの遺体の引渡しを求めたが、引き渡しは行われなかった。
サン＝フェリペ号から没収された積荷の一部は、朝鮮出兵の資金として使われ、残りは有力者に分配され、中には天皇に届いたものもあったとされる。
この事件には、秀吉の対明外交、イエズス会とフランシスコ会の対立などいくつかの問題が関係しており、その真相を決定的に解明するのは難しい。
また、乗員のうち四名のアウグスティノ会員は、フアン・タマヨ、ディエゴ・デ・ゲバラ両神父と従者の修道士で、管区代表としてローマでの総会に東回り航路で向かう途中であった。アウグスティノ会は改めて神父ニコラス・デ・メロと弟子で日本人の修道士ニコラスのローマ派遣を決定し、1597年、西回りのインド・ゴア航路で送り出した。師弟は1600年、陸路ペルシア経由でサファヴィー朝使節団に随行しカスピ海・ヴォルガ川を遡上してモスクワに到達した。このため修道士ニコラスは初めてロシアを訪問した日本人とされる。だが両者とも王朝断絶からの動乱時代の騒擾に巻き込まれ、長期間の幽閉の後に処刑された。

## 事件の原因に関する議論
近年の研究では、航海士フランシスコ・デ・オランディアが証言したとされる、宣教師が「侵略の尖兵」として脅威を及ぼすとする脅迫的言説が、サン・フェリペ号の積荷接収や26人の処刑の原因であるとの主張を支持していない。これは、関連する証言を裏付ける一次史料が欠如しており、当事者の不在による伝聞情報に依拠しているため、信憑性が低いからである。実際、罪状は体制転覆のような正式な訴追ではなく、不敬罪に限定されており、そして処罰がキリスト教宣教師の根絶を目指すものではなく、秀吉の君主としての権威を強化することに主眼が置かれていたことから、まさにその主張通りの行為だった可能性がある。さらに、フランシスコ会の積荷に関する説明は、デ・オランディアの証言を裏付ける一次資料の欠如とより一貫性があると考えられる。また、仮に証言が存在したとしても、それが接収の直接的動機ではなく、積荷接収の口実として利用された可能性も指摘されている。

### デ・オランディア証言の史料的根拠と真偽
イエズス会が主張した航海士フランシスコ・デ・オランディアの証言を裏付ける、事件当時の目撃情報や文書などの一次史料は存在しない。ポルトガル系のイエズス会とスペイン系のフランシスコ会との対立が激化し、両者は互いを殉教事件の責任者として非難し、それぞれ異なるプロパガンダを展開した。宣教師が『侵略の尖兵』として提示された脅威は過大に評価されており、ポルトガルのマカオやスペインのマニラは、日本に対して実質的な脅威となり得る資源や影響力を欠いていた。秀吉がこの非現実的な脅威を本気で信じていたかについては、学術的議論が依然として継続している。
フランシスコ会とスペイン商人は、イエズス会のペドロ・マルティンス、グネッキ・ソルディ・オルガンティノ、ジョアン・ロドリゲスらが、秀吉の家臣に対しスペイン人を海賊、スペイン王を暴君と形容したと主張したが、ロドリゲスはこれを否定した。この告発はヨーロッパ中に拡散してイエズス会の評判を失墜させており、対応としてイエズス会が自己防衛的な物語を構築した可能性は、依然として説得力を持つ仮説である。米国の歴史学者ジョージ・エリソンは、フランシスコ会の記述がより真実味があると考えているが、これを確実に立証することはできないと指摘している。

### 南蛮寺を契機とした不敬罪弾圧
秀吉は長崎で26人のキリスト教徒を処刑し、これは「日本二十六聖人」として知られる。京都の豪華なフランシスコ会教会が秀吉に対する不敬とみなされたことが発端となった。当初170人を対象とした処罰は26人に縮小された。当初、秀吉は170人のキリスト教徒を処罰する意向であったが、後にその対象は26人に縮小された。南蛮寺は解体されたが、小規模な教会は存続し、さらなる大規模な制限は課されなかった。これは、秀吉の意図がキリスト教の根絶ではなく、仏教勢力に対する対応と同様に、自身の権威の確立にあったことを示している。宣教師の諜報活動に関するオランディアの発言の存在については、罪状が不敬罪に限定されており、「侵略の尖兵」といった広範な陰謀的脅威に対処するものではなかったことから、十分な根拠を欠いている。

### フランシスコ会の積荷主張と秀吉の権威確立
1594年、フィリピン総督宛ての書簡において、豊臣秀吉はフィリピンと日本間の旅行者に対し、海路・陸路を問わず安全な通行を保証し、その財産が没収されないことを約束した。彼は、司祭を含む訪問者が日本のもてなしを直接体験した証言を信頼するよう総督に促した。しかし、サン・フェリペ号事件では、秀吉は船の貨物を没収し、船長および乗組員の返還要求を拒絶した。この対応は、先の保証と明確に矛盾するものであり、秀吉の国際的信用および政治的権威に対する潜在的な損害をもたらす、複雑かつ微妙な外交的ジレンマを惹起した。
秀吉の対外政策は本来、外国商人の安全およびその財産の保全を基本とするものであり、スペインとの貿易関係を損ねかねない財産の恣意的没収は、原則として回避されるべきであった。レイニア・H・ヘッセリンクは、秀吉の怒りがフランシスコ会のバウティスタが船の貨物の大半がフランシスコ会に帰属すると主張したことに起因すると分析する。この主張が、バウティスタらフランシスコ会員の処刑の一因となった。実際、秀吉はバウティスタがフランシスコ会所有と主張した財産を没収し、1587年の追放令を口実としてバウティスタを標的にした。この戦略的かつ計算された行動は、南蛮貿易の利益を確保しつつ、イエズス会とフランシスコ会の対立を利用して政治的支配を強化するものであった。

### 財政的圧力を動機とした積荷接収
英国の歴史学者チャールズ・ラルフ・ボクサーは、『The Christian Century in Japan』（1951年）において、豊臣秀吉によるサン・フェリペ号の積荷接収の主な動機を、深刻な財政難に求めている。この要因は、歴史研究でしばしば見過ごされてきた。秀吉の豪奢な支出と朝鮮侵攻に伴う巨額の戦費は、軍事拡大の必要性と相まって、財政危機を引き起こしていた。1596年9月の地震は、伏見城や五畿内地域に甚大な被害をもたらし、逼迫した財政をさらに悪化させた。このような状況で、ボクサーは、秀吉が増田長盛や施薬院全宗らの進言を受け、サン・フェリペ号の貨物を財政難の解消手段とみなしたと推論している。
また、ボクサーは、秀吉がスペイン人航海士フランシスコ・デ・オランディアの証言や、1570年から広まっていた陰謀論に基づく「侵略の尖兵」の脅威を、接収の口実として利用した可能性や、側近たちの陰謀論的な助言に基づいて行動した可能性を検討している。しかし、ボクサーは、サン・フェリペ号に乗船していた目撃者のフアン・ポブレが、積荷接収の決定は航海士フランシスコ・デ・オランディアに対する尋問以前に下されていたと指摘しており、この点がイエズス会側の記録と矛盾することを示している。このことから、ボクサーはイエズス会側による当該証言の信憑性に対して批判的な見解を示している。

## 当時の海事法との関連
サン＝フェリペ号の積荷は100万ペソ、ガレオン船12隻（投棄されず漂着した積荷は60万ペソであるため8隻）の建造費に相当する巨額の財宝であり、船員達の帰郷を待つ家族の生活基盤さえも揺るがしかねない過酷な没収であった。積荷の債権者の憤激から対日感情が悪化し、ルソン各地から日本人が追放されたという。当時、日本にいた宣教師ルイス・フロイスもこの事件の顛末を述べているが、そこでは「漂着した船舶は、その土地の領主の所有に帰するという古来の習慣が日本にあったため」積荷が没収されたと述べている(ルイス・フロイス書簡　長崎発　1597年3月15日)。歴史書ではしばしば「漂着した船の積荷には、その土地へ所有権が移るのがこの時代の海事法（廻船式目）であったため」というような記述が見られる。『廻船式目』とは鎌倉時代に当時の海上の慣習を文章化した上で鎌倉幕府の裁可を得たもの（という仮託で、実際は16世紀末成立。詳細は、「寄船」「廻船」「浦終い」も参照）だが、その地の豪族・大名により内容の統一が保たれていなかった。豊臣秀吉は海法規定を整理・統一しようという考えから廻船式目の中から取捨選択、補足・削除をした『海路諸法度』（1592年）を制定したものと考えられるが、廻船式目から大きな変更は見られず、領土領海への侵犯や国家間の衝突時の拿捕に関する記載はない。

## 二十六聖人殉教との関係
サン=フェリペ号事件に関してしばしば長盛との問答でのスペイン人船員（デ・オランディアとも）の「積荷を没収された腹いせ」による発言が秀吉を激怒させたと説明されるが、これは1598年に長崎でイエズス会員たちが行った「サン=フェリペ号事件」の顛末および「二十六聖人殉教」の原因調査のための査問会での証人の言葉として出たとされるもので、日本側の記録には一切残されていない。フランシスコ会とスペインとの関係は必ずしも良好なものでなく、実際のフランシスコ会の布教はコルテスの侵略完成後に行われていたため、出任せや腹いせで発言したとの説明には一定の蓋然性が認められる。
1592年5月31日の原田孫七郎に託された国書で、秀吉はフィリピン総督に対して一国を代表して降伏勧告、恫喝を行っており、1593年にも服従せねば征伐すると宣戦布告ともとれる最後通牒を告知し、1592年4月12日には朝鮮出兵を開始していた。日本はスペイン領フィリピンに好戦的な侵略国としての印象を与えており、フィリピン在住のスペイン人の対日感情は悪化していた。一船員であるデ・オランディアの個人としての発言はその反映とも取れる。
また、秀吉がそれまで言い伝えていた処遇から翻った処断を下したこと、この事件の直後に殉教事件が起きていること、処刑された外国人はフランシスコ会だけであったことから、秀吉は前々より都周辺での布教を自粛していたイエズス会に代わり、遅れて国内で布教し始めていたスペイン系の会派（他にアウグスティノ会など）の活動や宗派対立を嫌悪していたことが考えられる。
さらに、秀吉自身が秀次事件の後の政権内綱紀粛正や明の冊封使の対応（後の慶長の役に繋がる）に忙殺され、スペイン支配下の呂宋国（フィリピン）へは明確なビジョンがなかったことなど、複数の原因も考えられる。
しかしこの事件は、それまでひとくくりにされていた南蛮がスペイン系キリスト宗派やスペイン人とポルトガル人とで異なるという意識を芽生えさせ、後の徳川期の鎖国のプロセスにおいて先にスペイン船が渡航禁止（1624年、ポルトガル船渡航禁止は1639年）とされる事態も生じている。
英国国教会は1959年に日本二十六聖人が殉教した2月5日を記念日としてカレンダーに追加した。アメリカ福音ルター派教会では2月5日を記念日としている。

## 事件後のフィリピン侵略計画
天正20年（1592年）6月、すでに朝鮮を併呑せんが勢いであったとき、毛利家文書および鍋島家文書によると、秀吉はフィリピンのみならず「処女のごとき大明国を誅伐すべきは、山の卵を圧するが如くあるべきものなり。只に大明国のみにあらず、況やまた天竺南蛮もかくの如くあるべし」とし、明、インド、南蛮（東南アジア、ポルトガル、スペイン、ヨーロッパ等）への侵略計画を明らかにした。秀吉は先駆衆にはインドに所領を与えて、インドの領土に切り取り自由の許可を与えるとした。
1597年2月に処刑された26聖人の一人であるマルチノ・デ・ラ・アセンシオンはフィリピン総督宛の書簡で自らが処刑されることと秀吉のフィリピン侵略計画について日本で聞いた事を書いている。「（秀吉は）今年は朝鮮人に忙しくてルソン島にいけないが来年にはいく」とした。マルチノはまた侵攻ルートについても「彼は琉球と台湾を占領し、そこからカガヤンに軍を投入し、もし神が進出を止めなければ、そこからマニラに攻め入るつもりである」と述べている。26聖人の処刑後、スペイン領フィリピンでは秀吉との友好的関係が終わったと認識され、秀吉によるフィリピン侵略への懸念が再燃した